# Милан Загорац
Милан Загорац ((серб. Милан Загорац, Milan Zagorac), нар. 15 червня 1980, Панчево, СФРЮ) — сербський футболіст, захисник клубу «Батайниця».

## Біографія
У 2000—2001 роках Мілан Загорац виступав за німецький клуб "Швайнфурт 05, який у сезоні 2000/01 років зайняв 3-тє місце в Регіональній лізі «Південь» і перейшов у Другу Бундеслігу. З 2002 по 2003 роки грав у сербському клубі ОФК «Белград». У 2003 році в складі ОФК він взяв участь у товариському матчі з українською командою «Полісся» (Добрянка) — фарм-клубом чернігівської «Десни». У тому ж році Загорац підписав контракт з «Десною», у складі якої дебютував 26 липня 2003 року в матчі з київським «Арсеналом-2» (3:1). Всього за «Десну» в сезоні 2003/04 років зіграв 26 матчів, у тому числі в Кубку України з «Дніпром» (0:2).
У 2004 році перейшов у «Кривбас». Перший матч у Вищій лізі зіграв 15 липня 2004 року з «Чорноморцем» (1:3). У складі криворізького клубу зіграв 23 матчі в чемпіонаті України і 4 матчі в Кубку, де «Кривбас» дійшов до 1/2 фіналу.
У 2005—2010 виступав за «Інтер» (Баку). У сезоні 2008/09 років зіграв в матчах кваліфікації Ліги чемпіонів з белградським «Партизаном» (1:1, 0:2). У 2009 році дебютував у Лізі Європи, вийшовши на заміну в матчі зі «Спартаком» (Трнава).

## Досягнення
ОФК Белград
- Чемпіонат Югославії
  -  Бронзовий призер (1): 2002/03

Десна
- Друга ліга чемпіонату України
  -  Срібний призер (1): 2003/04 (Група «В»)

Кривбас
- Кубок України
  - 1/2 фіналу (1): 2004/05

Інтер
- Прем'єр-ліга
  -  Чемпіон (2): 2007/08, 2009/10
  -  Срібний призер (1): 2008/09

- Кубок Азербайджану
  -  Фіналіст (2): 2007/08, 2008/09